# 大湖せしる
大湖せしる（日语：／，1983年3月8日—），前寶塚歌劇團雪組娘役，暱稱。兵庫縣川西市人，曾就讀於聖母被昇天學院高等學校 ，身高166公分，現在是オリオンズベルトグローバル(Orionsbelt)公司旗下演員。

## 簡介
- 2002年，進入寶塚歌劇團[2][7][8]，88期生[6]，同期生有紅ゆずる(前星組主演男役)、朝夏まなと(前宙組主演男役)、櫻乃彩音(前花組主演娘役)。[8][9][10]初次登台表演是星組公演『プラハの春(布拉格之春)』『LUCKY STAR!(幸運星)』。[3][4][6][7][10][11]之後被分配至雪組。[2][4][10]
- 一開始是以男役身分活躍，2008年『マリポーサの花(野薑花)』是她第一次擔任新人公演主角。[4][6][8][11][12][13][14]
- 2012年5月28日轉為娘役[2][7][8][9][14]，翌年她第一次擔任寶塚Bow Hall公演女主角，劇目是『春雷(改編自歌德原作小說「少年維特的煩惱」)』。[4][7][11][15]
- 2014年，和星乃あんり一同擔任寶塚Bow Hall公演『パルムの僧院(帕爾瑪修道院，改編自司湯達原作同名小說)』女主角。[11][15]翌年擔任梅田藝術劇場、TBS赤坂ACT劇場公演『アル・カポネ(艾爾·卡彭)』女主角，也是她第一次擔任東上(東京特別公演)女主角。[11]
- 2016年5月8日，『るろうに剣心(神劍闖江湖)』東京公演結束後，退出寶塚歌劇團。[7][8][11][14][16]退團後主要演出動漫改編舞台劇。

## 寶塚歌劇團時期

### 初舞台
- 2002年4-5月 寶塚大劇場 星組公演『プラハの春(布拉格之春)』『LUCKY STAR!(幸運星)』[17]

### 雪組男役時期
- 2002年8-9月 東京寶塚劇場『追憶のバルセロナ(追憶的巴塞隆納)』『ON THE 5th』
- 2003年1-5月 『春麗の淡き光に(春麗的淡光)』『Joyful!!(喜悅)』
- 2003年6-7月 寶塚Bow Hall、日本青年館 『アメリカン・パイ(美國派)』
- 2003年8-12月 『Romance de Paris(巴黎羅曼史)』『レ・コラージュ(拼貼畫)』
- 2003年10月 『樹里咲穂コンサート「JUBILEE-S」Remix Edition』(樹里咲穂音樂秀:禧年)[18]
- 2004年1-2月 中日劇場 『Romance de Paris(巴黎羅曼史)』『レ・コラージュ(拼貼畫)』[19]
- 2004年4-7月 『スサノオ(須佐之男/素盞鳴尊)』『タカラヅカ・グローリー!(寶塚榮耀)』
- 2004年11月-2005年2月 『青い鳥を捜して(尋找青鳥)』新人公演 飾演:ミシェル(米歇爾)(正式公演:沙央くらま)[20]『タカラヅカ・ドリーム・キングダム(寶塚夢幻王國)』
- 2005年3-4月 梅田藝術劇場、日本青年館、福岡市民會館 『睡（ねむ）れる月(下弦月)』飾演:日野資親/真木彌三郎[21]
- 2005年6-10月『霧のミラノ(霧之米蘭)』飾演: ペーター(彼得) 新人公演 飾演:クリスチャン・クライス(克里斯蒂安・克里斯)(正式公演:音月桂)『ワンダーランド(仙境)』[22]
- 2005年11月 『銀の狼(銀之狼)』飾演: ブリエ(布里勒)『ワンダーランド(仙境)』[23]※全國巡迴公演
- 2006年2-5月『ベルサイユのばら-オスカル編-(凡爾賽玫瑰-奧斯卡篇)』飾演:小公子 新人公演 飾演:メルキオール(墨爾基)(正式公演:壯一帆/麻愛めぐる)[24]
- 2006年7月 寶塚Bow Hall『Young Bloods!!-魔夏の吹雪-(年輕血族)』飾演:ウィリー三浦(三浦威利)[25]
- 2006年6月 寶塚飯店 貴城けいディナーショー『NEXT DOOR』(貴城けい晚餐秀「下一道門」)
- 2006年9-12月『堕天使の涙(墮天使之淚)』飾演:シャルル(查爾斯) 新人公演 飾演:セバスチャン・ルグリ(賽巴斯蒂安・萊格里斯)(正式公演:音月桂)『タランテラ!(塔朗泰拉)』[26]
- 2007年2月 寶塚Bow Hall『ハロー!ダンシング(你好!跳舞吧)』[27]
- 2007年5-8月 『エリザベート(伊莉莎白)』飾演:黒天使 新人公演 飾演:ルイジ・ルキーニ(路易吉·盧切尼)(正式公演:音月桂)[4][11][28]
- 2007年9-10月『星影の人(星影之人)』飾演:高木剛『Joyful!!II(喜悅2)』[29]※全國巡迴公演
- 2008年1-3月 『君を愛してる-Je t'aime-(我愛你-Je t'aime-)』飾演:ペルシル(珀西爾) 新人公演 飾演:アルガン(阿爾甘)(正式公演:彩吹真央)『ミロワール(鏡子)』[30]
- 2008年5-6月 『外伝 ベルサイユのばら-ジェローデル編-(凡爾賽玫瑰外傳-裘迪爾篇』飾演:衛兵隊ジュール(衛兵隊士兵焦耳)『ミロワール(鏡子)』[31]※全國巡迴公演
- 2008年8-11月『ソロモンの指輪(所羅門的指環)』『マリポーサの花(野薑花)』飾演:チャモロ(查莫羅) 新人公演 飾演:ネロ(尼祿)(正式公演:水夏希)[4][6][8][11][12][13][14][32][33]＊第一次擔任新人公演主角
- 2008年12月 梅田藝術劇場 タカラヅカスペシャル2008『La Festa!』(2008年Takarazuka Specical音樂會「歡樂」)[34]
- 2009年1月 寶塚Bow Hall、日本青年館『忘れ雪(殘雪)』飾演:櫻木滿[35]
- 2009年3-5月『風の錦絵(風的彩色版畫)』『ZORRO 仮面のメサイア(蘇洛-蒙面的救世主)』飾演:フリオ(胡立歐)[36]
- 2009年7-10月『ロシアン・ブルー(俄羅斯藍貓)』飾演:イーゴリ・イリインスキー(伊格爾・伊林斯基)『RIO DE BRAVO!!（リオ デ ブラボー）(喝采的河)』[37]
- 2009年11-12月『情熱のバルセロナ(熱情的巴塞隆納)』飾演:ファノ(法諾)『RIO DE BRAVO!!（リオ デ ブラボー）(喝采的河)』[38]
- 2009年12月 梅田藝術劇場 タカラヅカスペシャル2009『WAY TO GLORY』(2009年Takarazuka Specical音樂會「榮耀之路」)[39]
- 2010年2-4月『ソルフェリーノの夜明け(索爾費里諾的黎明)』飾演:ローデン(洛登)『Carnevale（カルネヴァーレ）睡夢（すいむ）(狂歡節的夢)』[40]
- 2010年6-9月『ロジェ(羅傑)』飾演:アイザック(伊薩克)『ロック・オン!(搖滾吧)』[41]
- 2010年10-11月 梅田藝術劇場、日本青年館『はじめて愛した(我第一次愛上了你)』飾演:リシャール(理查德)[42]
- 2010年12月 梅田藝術劇場タカラヅカスペシャル2010『FOREVER TAKARAZUKA』(2010年Takarazuka Specical音樂會「最愛寶塚」)[43]
- 2011年1-3月『ロミオとジュリエット(羅密歐與茱麗葉)』飾演:愛[4][11][44]
- 2011年4-5月 寶塚Bow Hall、日本青年館『ニジンスキー-奇跡の舞神-(奇蹟的舞神-尼金斯基)』飾演:アドルフ・ボルム(阿道夫·波林)[45]
- 2011年7月 梅田藝術劇場 『ハウ・トゥー・サクシード(一步登天/How to Succeed in Business Without Really Trying)』飾演:デイビス(戴維斯)[46]
- 2011年9-11月『仮面の男(鐵面人)』飾演:ロシュフォール(羅什福爾)『ROYAL STRAIGHT FLUSH!!(皇室同花順)』[47]
- 2011年12月-2012年1月 梅田藝術劇場、日本青年館『Samourai』飾演:レオン(萊昂)[48]
- 2012年3-5月『ドン・カルロス(唐・卡洛)』飾演:セバスティアン(塞巴斯蒂安)『Shining Rhythm!(閃耀的節奏)』[49]

### 雪組娘役時期
- 2012年7-8月 寶塚Bow Hall、日本青年館『双曲線上のカルテ(雙曲線上的診斷書，改編渡邊淳一原作小說「無影燈」)』飾演:クラリーチェ・マルチーノ(克拉麗絲・馬蒂諾)[15][50]
- 2012年10-12月『JIN-仁-(仁者俠醫)』飾演:阿駒『GOLD SPARK!-この一瞬を永遠に-(金色的火花-永恆瞬間)』[51]
- 2013年2月 梅田藝術劇場、日本青年館『ブラック・ジャック(怪醫黑傑克)』飾演:カテリーナ(卡特琳娜)[52]
- 2013年4-7月『ベルサイユのばら-フェルゼン編-(凡爾賽玫瑰-菲爾遜篇)』飾演:オルタンス(奧坦絲)[53]
- 2013年8-9月 寶塚Bow Hall『春雷(改編自歌德)原作小說「少年維特的煩惱」)』飾演:ロッテ(夏綠蒂)[4][7][11][15][54][55]＊第一次擔任寶塚Bow Hall公演女主角
- 2013年11月-2014年2月『Shall we ダンス?(我們來跳舞)』飾演:バーバラ(芭芭拉)『CONGRATULATIONS 宝塚!!(祝賀寶塚)』[11][56]
- 2014年3-4月 梅田藝術劇場、日本青年館 『心中・恋の大和路(心中戀之大和路，改編近松門左衛門原作人型淨琉璃「冥途の飛脚」)』飾演:かもん太夫[57]
- 2014年6-8月『一夢庵風流記 前田慶次(改編隆慶一郎原作小說「一夢庵風流記」)』飾演:加奈『My Dream TAKARAZUKA(我的夢想寶塚)』[58]
- 2014年10-11月 寶塚Bow Hall 『パルムの僧院-美しき愛の囚人-(帕爾瑪修道院-美麗愛情的囚徒，改編司汤达原作小說「帕爾瑪修道院」)』飾演:サンセヴェリーナ公爵夫人(聖賽維里納公爵夫人)[11][15][59][60]＊寶塚Bow Hall公演雙女主之一
- 2015年1-3月『ルパン三世 -王妃の首飾りを追え!-(魯邦三世-追回王后的項鍊，改編加藤一彥原作同名系列漫畫)』飾演:峰不二子『ファンシー・ガイ!(花心大蘿蔔)』[2][4][7][8][9][11][14][15][16][61][62]
- 2015年5-6月 梅田藝術劇場、TBS赤坂ACT劇場『アル・カポネ-スカーフェイスに秘められた真実-(艾爾·卡彭-疤面煞星背後的真相)』飾演:メアリー・ジョゼフィン・カフリン(瑪麗·約瑟芬·卡彭)[11][63][64]＊第一次擔任東上(東京特別公演)女主角
- 2015年7-10月『星逢一夜』飾演:貴姫『La Esmeralda（ラ エスメラルダ）(翡翠)』[65]
- 2015年11-12月『哀しみのコルドバ(哀傷的歌多華)』飾演:メリッサ(梅麗莎)『La Esmeralda（ラ エスメラルダ）(翡翠)』[66]※全國巡迴公演
- 2016年2-5月『るろうに剣心(神劍闖江湖)』飾演:高荷恵[2][7][8][9][11][14][16][67]＊退團公演

## 寶塚歌劇團退團後
- 2016年7月2-10日 サンシャイン劇場(曙光劇場)、7月13日 愛知縣藝術創造中心、7月15-17日 京都 サウスホール(羅姆劇場京都)、7月23-24日 新神戸オリエンタル劇場(現為AiiA 2.5 神戶劇場)『グレイト・ギャツビー(大亨小傳)』飾演:ジョーダン・ベイカー(喬丹・貝克)[68]
- 2016年9-10月 シアター1010(1010劇場)、東海市藝術劇場、梅田藝術劇場、福岡市民會館 『新版 国性爺合戦』(國性爺合戰)飾演:錦祥女[69]
- 2016年11月-2017年1月 EX THEATER ROPPONGI(EX劇場六本木)、Zeppブルーシアター六本木(六本木Zepp藍色劇場)、森ノ宮ピロティホール(森之宮Pilot表演廳)『クロスハート』(十字心旅館)飾演:ティエリ(蒂埃里)/手塚えり(手塚麗繪)[70]
- 2017年5-8月 AiiA 2.5 神戶劇場、大阪メルパルクホール(米爾帕克表演廳)『NARUTO-ナルト-〜暁の調べ〜』(火影忍者)飾演:鋼手[71]
- 2018年3月 AiiA 2.5 神戶劇場、森ノ宮ピロティホール(森之宮Pilot表演廳)『斬劇「戦国BASARA」第六天魔王』(戰國BASARA系列)飾演:京極マリア(京極瑪麗亞)[72]
- 2018年6月  シアター1010(1010劇場)、大阪メルパルクホール(米爾帕克表演廳)『ジョーカー・ゲームII』(JOKER GAME)飾演: レニ・リーフェンシュタール(蘭妮·萊芬斯坦)[73]
- 2018年11月 天王洲銀河劇場 『刀使ノ巫女』(刀使之巫女)飾演:高津雪那[74]
- 2019年1月 新宿FACE 『からくりサーカス』(傀儡馬戲團)飾演:コロンビーヌ(可蘿碧)[75]
- 2019年3月 梅田藝術劇場、サンシャイン劇場(曙光劇場)、ももちパレス(桃宮音樂廳)、三重縣文化會館『どろろ』(多羅羅)飾演:縫の方(縫夫人)[76]
- 2019年7月 ヒューリックホール東京(東京Hulic表演廳)、梅田藝術劇場 『斬劇「戦国BASARA」天政奉還』(戰國BASARA系列)飾演:京極マリア(京極瑪麗亞)[77]
- 2019年10-12月 大阪メルパルクホール(米爾帕克表演廳)、TOKYO DOME CITY HALL(東京巨蛋城表演廳)、天王洲銀河劇場 、深圳保利劇院 『NARUTO-ナルト-〜暁の調べ〜』(火影忍者)飾演:鋼手[78]
- 2020年7-8月 天王洲銀河劇場 、京都劇場『憂国のモリアーティ Op.2（オーパスツー）-大英帝国の醜聞-』(憂國的莫里亞蒂Op.2-大英帝國的醜聞)飾演:アイリーン・アドラー(艾琳·艾德勒)[79]
- 2020年9月 TACHIKAWA STAGE GARDEN(立川舞台花園)『Identity V STAGE Episode3「Cry for the moon」』(第五人格):為月亮哭泣)飾演: 血の女王（マリー）(血腥女王瑪麗)[80][81]
- 2020年12月 六行会ホール(六行會表演劇場)『Run For Your Wife』(為你的妻子奔跑)飾演:芭芭拉・史密斯[82]
- 2021年8月 ステラボール(品川王子大飯店Stellar Ball音樂廳)、サンケイホールブリーゼ(產經微風廣場)『憂国のモリアーティ Op.3（オーパススリー）-ホワイトチャペルの亡霊-』(憂國的莫里亞蒂Op.3-白教堂的幽靈)飾演: ジェームズ・ボンド(詹姆斯龐德)[83]

## 外部連結
- 大湖せしる個人官方網站 （页面存档备份，存于）
- 大湖せしる個人instagram （页面存档备份，存于）
- 大湖せしる個人twitter
- orionsbelt公司大湖せしる介紹頁面
- 東京都會電視台網站大湖せしる簡介宝塚カフェブレイク登場人物大湖せしる，存档于Archive.today（存檔日期 20250423）